# Solheim
Solheim är en kyrkby i Masfjordens kommun i Vestland fylke i västra Norge. Byn ligger vid sidan av fylkesväg 571, på västra sidan av Haugsværfjorden, en arm av Masfjorden. Här finns Solheims kyrka.

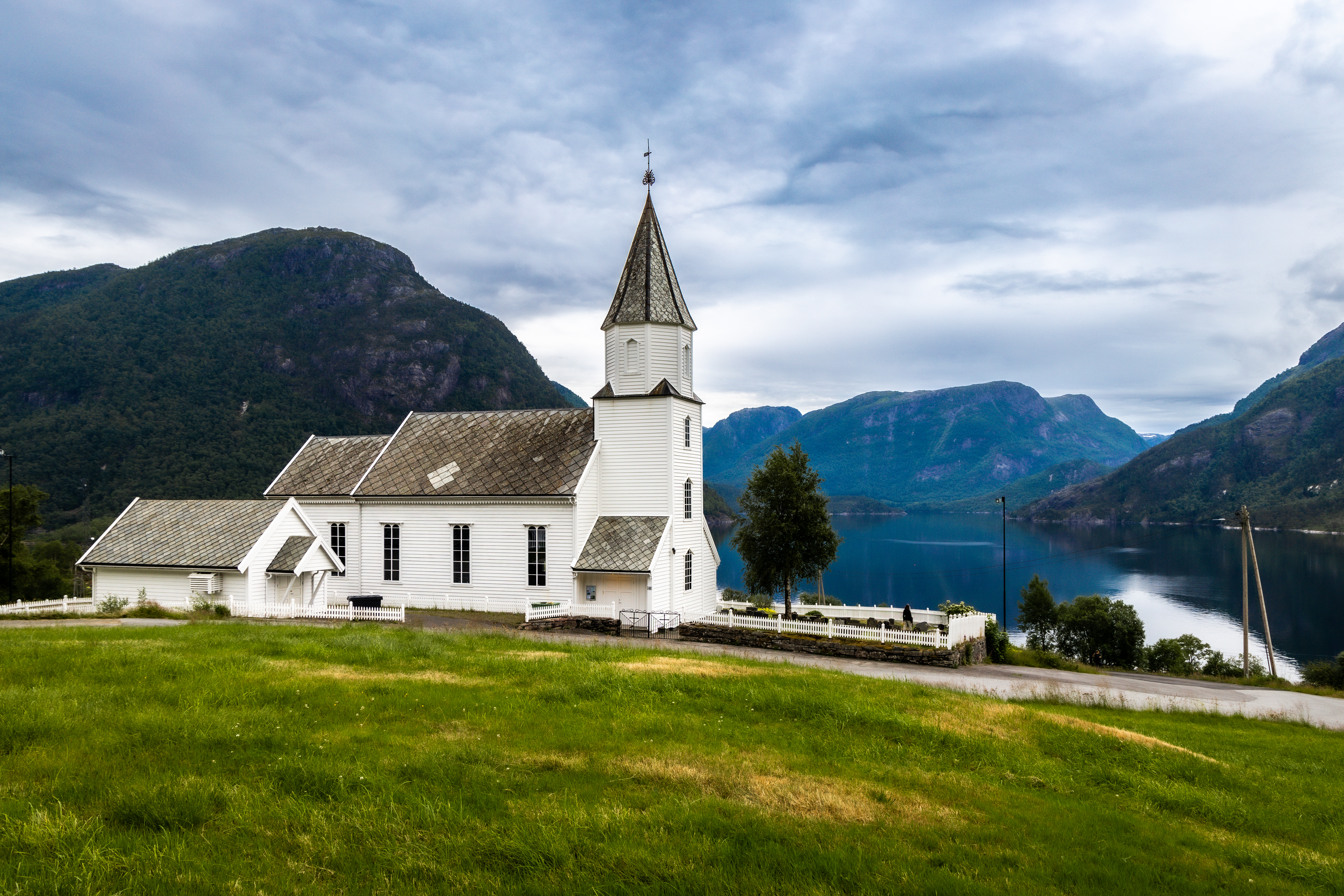
Solheims kyrka.